# JK Vaprus Pärnu
El JK Vaprus Pärnu es un club de fútbol ubicado en Pärnu, Estonia. Fue fundado en 1999 y juega en la Meistriliiga, la primera categoría nacional.

## Historia
El origen de la actual entidad está en el club deportivo Vaprus, fundado en 1922 en la ciudad de Pärnu. Su ciclo de vida fue reducido: luego de competir en diferentes torneos regionales, en 1937 varios equipos de la ciudad se fusionaron en el nuevo Pärnu Kalev, cuya actividad cesaría al término de la Segunda Guerra Mundial.
En 1999 varios empresarios locales recuperaron la denominación Vaprus para crear un nuevo club de fútbol amateur. Cuatro años más tarde absorbió todos los activos del Levadia Pärnu, perteneciente al FC Levadia y que incluso había formado parte de la Meistriliiga. Sin embargo, el club de Pärnu fue condenado a un descenso administrativo en 2003 por incumplimientos de la licencia federativa. Después de encadenar dos promociones seguidas, permanecieron en máxima categoría desde la temporada 2006 hasta la 2008, tras lo cual quedaron relegados a las categorías inferiores.
En 2011 los tres principales equipos de Pärnu —Vaprus, Pärnu Kalevi y Pärnu JK— se fusionaron en un solo equipo, el Pärnu Linnameeskond. La alianza duró hasta que en 2017 el club unitario quedó disuelto y el Vaprus Pärnu se hizo con sus derechos federativos en la Meistriliiga.

## Uniforme
- Uniforme titular: Camiseta amarilla, pantalón negro, medias amarillas.
- Uniforme alternativo: Camiseta, pantalón y medias negras.

## Palmarés
- Esiliiga (2): 2005, 2020
- II Liiga (1): 2004
- III Liiga (1): 2000